# 카와시타 미즈키
카와시타 미즈키(일본어: 河下 水希)는 일본의 만화가이다. 출신지는 시즈오카 현 출신이고, 혈액형은 A형이다. 대표작은 《리림의 키스(전 2권)》, 《딸기 100%(전 19권)》, 《첫사랑 한정(전 4권)》 등이 있다. 활동 초기에는 모모쿠리 미캉(일본어: 桃栗 みかん)이라는 필명으로 활동하였었다.

## 작품

### 만화

#### 모모쿠리 미캉 작품
단행본 별로 구분해 놓았다.
- 고교남자 -BOYS-(원작: 하나이 사쿠라, 전 1권)
- 하늘의 성분(전 1권)
- 단풍나무 태풍(전 1권)
  - 동시수록 《멋대로 여고생》
- 아카네짱 OVER DRIVE(전 2권)
  - 동시수록 《최면전사 아키라군(1권째 수록)》《other side A girl(2권째 수록)》《모닝 KISS와 테디베어(2권째 수록)》

#### 카와시타 미즈키 작품
작품 별로 구분해 놓았다.
- 리림의 키스(전 2권)
- 여름색 그래피티(단편 41p.)
- 딸기 100%(전 19권)
- 빙희기담(단편 45p.)
- 그녀와 여름과 나(단편 올컬러 8p.)
- 가을색 망상일화(단편 올컬러 8p.)
- 첫사랑 한정(전 4권)
- 소네자키 마음 속![1](단편 64p.)
- 아네도킷(전 3권)
- 나(ボク)의 아이돌(단편 45p.)
- 나(アタシ)의 아이돌[2](단편 17p.)
- (G)에디션[3](점프SQ19에서 연재중)

### 일러스트

#### 모모쿠리 미캉 명의
- 염뢰의 레전드 시리즈(전 5권/저: 아오키 유미타카)
- 조개껍데기에 워크맨(저: 마츠오카 나츠키)
- 암흑주가전 시리즈(전 2권/저: 코야마 마유미)
- 시간의 용과 물의 반지(전 2권/저: 키가와 사토미)
- 폭주 보이즈 시리즈(전 3권/저: 스와 유키사토)
- 알-나구쿠룬의 각인 시리즈(전 5권/저: 히비키노 카나)

그 외 〈JUNE〉, 〈소설 JUNE〉 등의 잡지에서도 표지 및 삽화를 다수 게재했다. 그 외 잡지〈Cobalt〉나 〈월간 윙즈〉등에서도 삽화를 실었다.

#### 카와시타 미즈키 명의
원작의 미디어믹스(소설화 및 애니화)에서의 일러스트 작품은 제외한다.
- Kamedas2[4] - 일러스트와 코멘트
- 여기는 잘나가는 파출소 142권 - 일러스트와 코멘트
- 초 코치카메[4] - 일러스트와 코멘트
- 制コレ[5] ISM GP 2008 〈사랑을 사랑한 여자아이〉 카와하라 마코토 담당
- 사립 엘니뇨 학원 전설 입지편(저: SOW)
- 사립 엘니뇨 학원 전설 청운편(저: SOW/일러스트 공저: 쿠사시 토우기[6])
- NARUTO 비전 개(皆)의 서 - 오피셜 프리미엄 팬북 - 일러스트와 코멘트

## 인물과 작풍
- 발표한 작품의 장르를 세세하게 나누면 BL부터 TSF, 학원물 등 다양하게 갈라지며, 잡지의 이적이 2회 있었던 점을 감안하면 팬층도 상당히 분포되어 있다. 하지만 그 어떤 작품도 공통으로 러브 코미디 및 연애 요소가 들어가 있다는 것이 특징적.
- 섬세한 터치의 작화가 특징으로, 현재는 소년 만화 지향의 매력적인 장면을 내세운 코미디 취향과 소녀 만화의 흐름에 따른 시리어스한 심리묘사 및 연출을 동시에 사용하는 양성적인 작풍을 가지고 있다(〈캐릭터들의 내면을 그리다 보면 어떻게 하든 어두워진다〉라고 하며, 작가 본인은 진지한 내용보다는 재미있고 밝은 내용이 취향이다. 또한 〈《감동했다》라는 말보다는 《재미있었다》라는 감상평을 더 좋아한다〉고 한다). 특히, 이러한 요소들을 활용하여 그리는 여성 캐릭터들은 인기가 높다. 본인도 〈귀여운 여자아이를 그리는 것은 즐겁다〉라고 말하고 있다. 여성 캐릭터들의 에로 씬을 그릴 때에는 그라비아 아이돌의 사진집이나 피규어를 참고로 그리기도 한다.
- 옛 필명 '모모쿠리 미캉'에서 '모모쿠리'의 유래는 〈복숭아와 밤(모모쿠리)은 3년, 감은 8년[7]〉이라는 속담이며, '미캉'은 어감이 좋아서 선택. 하지만 사실 진지하게 생각하여 지은 이름은 아니고, 본인 왈 데뷔의 계기가 된 작품을 투고할 때 진지하게 생각할 시간 없이 이름을 넣었다고 하고 있다. 당시 〈좀 더 평범한 이름이 좋았다〉라고 하고 있으며, 〈10년 후에도 이 일을 하고 있는다면 이 팬네임은 사용하지 않을 것이다〉라고 언급한 바 있다. 결국 '카와시타 미즈키'로 개명했기 때문에 그 말이 현실이 된 셈이다.
- 신인 발굴→신인 육성→기용이라는 흐름에 따른 작가 채용이 많은 〈주간 소년 점프〉에서는 특이하게도 타 잡지에서 이적해 온 '이적조'이며, 또한 에로한 러브 코미디를 기조로 한 작풍의 만화를 그리는 여성작가라는 점에서 이색적이기도 하다.
- 굴[8]과 불고기[9]를 좋아하며 낫토를 싫어한다. 노래방이나 장시간 전화가 스트레스 해소 수단. 어시스턴트 모집 시에 낸 광고에 들어간 글에 의하면 요리도 좋아하는 것 같으며, TV 게임도 좋아한다.
- 좌식 의자에 앉거나 일반 의자에 앉아 스케치북을 무릎에 올려놓고 그 위에 원고를 그린다는 특이한 자세로 그림을 그린다. 본인 왈, 이것이 그리기 쉬운 자세라고. 또한 무라타 유스케에 의하면 제법 속필가로, 이것은 동료들 사이에서도 유명한 것 같다.
- 무라타 유스케의 〈주간 소년 점프〉에서 연재하는 만화 강의 만화 〈초보만화연구소R〉에서 게스트로 등장한 바 있으며, 여성을 그리는 법을 가르쳐 주게 된다. 당시 등장한 캐릭터의 모습은 중성적으로 그려져 있으며, 아호게 소유자로 그려졌다.

## 어시스턴트
- 호시노 카츠라(星野桂)
- 코바야시 유키(小林ゆき)
- 아베 쿠니유키(阿部国之)
- 사토 나오(佐藤奈緒)
- 우미 야스스케(宇美保估)
- 쿠라조노 노리히코(倉薗紀彦)